# Wilwisheim
Wilwisheim is een gemeente in het Franse departement Bas-Rhin (regio Grand Est). De gemeente maakt deel uit van het kanton Bouxwiller in het arrondissement Saverne. Wilwisheim telde op 1 januari 2022 768 inwoners.

## Geschiedenis
Wilwisheim behoorde tot het kanton Hochfelden in het arrondissement Strasbourg-Campagne. Deze werden op 1 januari 2015 bij de kantonale herindeling opgeheven en de gemeente werd in het kanton Bouxiller in het arrondissement Saverne ondergebracht.

## Geografie
De oppervlakte van Wilwisheim bedroeg op 1 januari 2022 5,3 vierkante kilometer; de bevolkingsdichtheid was toen 144,9 inwoners per km². 

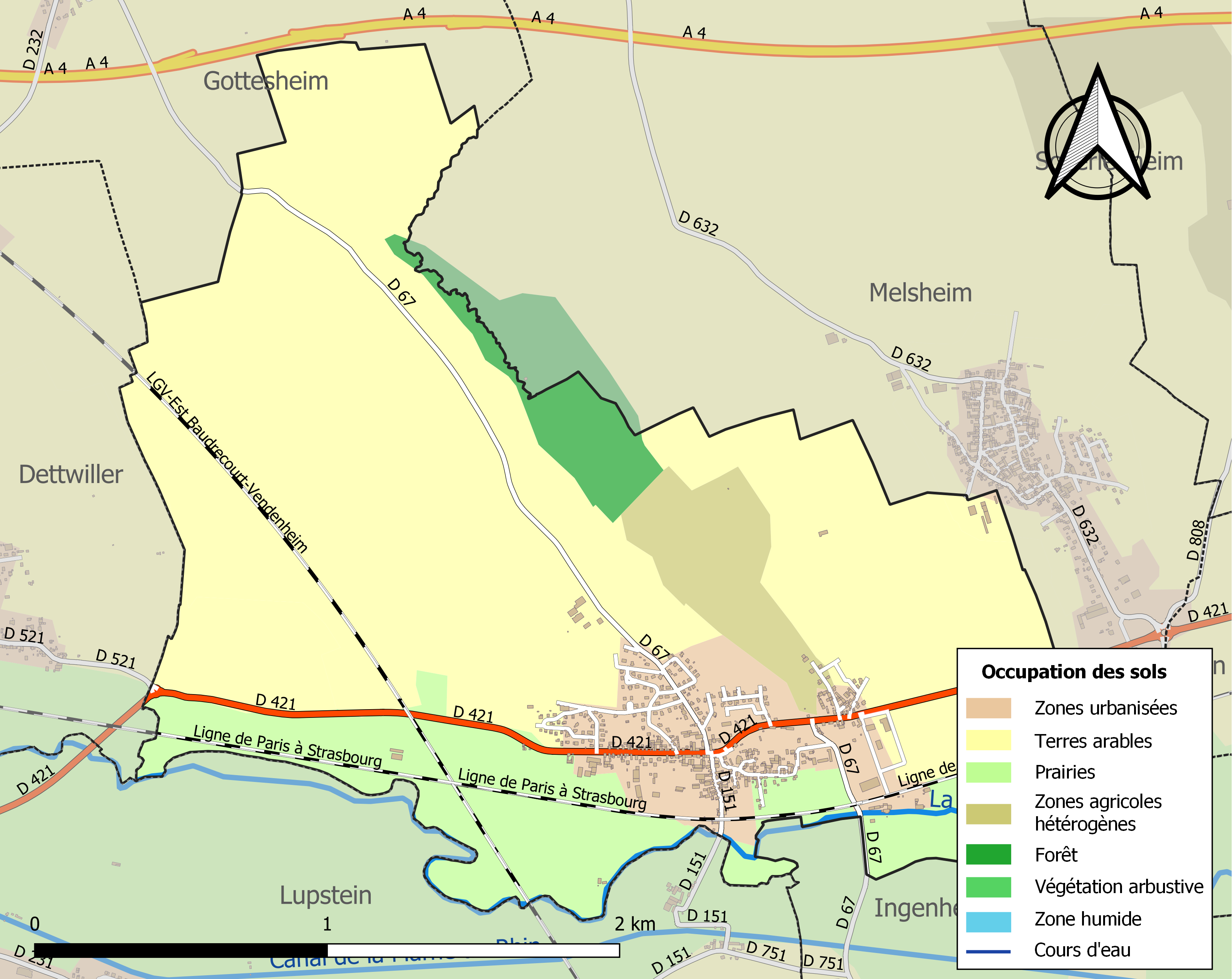
Kaart van de gemeente met de belangrijkste infrastructuur, bodemgebruik en omliggende gemeenten

## Demografie
Onderstaande figuur toont het verloop van het inwonertal (bron: INSEE-tellingen).

## Verkeer en vervoer
In de gemeente staat het spoorwegstation Wilwisheim.